# Trump Steaks
Trump Steaks fue una marca  de bistecs propiedad de Donald Trump que fue lanzada en 2007 y fueron vendidos en The Sharper Image y QVC. Trump apareció en junio del 2007 en la portada del catálogo de The Sharper Image para promover su marca de bistecs, llamándolos "los mejores del mundo". Los precios de los cuatro paquetes de Trump Steaks oscilaba de $199 a $999 dólares estadounidenses.
La marca Trump Steaks fue cancelada en diciembre de 2014 según una búsqueda en la Oficina de Patentes y Marcas Registradas de Estados Unidos.